# Ян Чжу
Ян Чжу (кит. трад. 楊朱, упр. 杨朱, пиньинь Yáng Zhū), Ян-цзы, Ян Цзыцзюй, Ян Шэн; около 440 до н. э. — 360 до н. э. — древнекитайский философ, противник конфуцианства.

## Жизнь и взгляды
Считается представителем раннего даосизма. Сведений о его жизни и учении крайне мало. Время его жизни относят ко второй половине пятого века до н. э. и первой половине четвёртого века до н. э. Есть сведения, что он много путешествовал по различным царствам древнего Китая и его взгляды пользовались широкой известностью. Имел большое количество учеников.
Свидетельства о нём и его учении встречаются в «Мэн-цзы», «Чжуан-цзы», «Хань Фэй-цзы», «Люй ши чунь цю» и «Хуайнань-цзы». Основным источником для реконструкции взглядов мыслителя является названная именем философа глава в трактате «Ле-цзы». Однако достоверность содержащихся в ней сведений некоторыми учеными ставится под сомнение.
Обычно взгляды Ян Чжу характеризуют как атеизм, материализм и крайний гедонизм. Ян Чжу отвергал существование целенаправленной «воли Неба». Проповедовал наслаждение жизнью. Считал бесполезной деятельность совершенномудрых властителей древности и самого Конфуция.
Крайний гедонизм Ян Чжу издавна противопоставляется альтруизму Мо-цзы. Мэн-цзы говорил: «Ян-цзы берёт призывом: „Все для меня!“ Но для блага Поднебесной он не сделает даже того, чтобы вырвать у себя хоть один волосок. Мо-цзы учит совмещать любовь ко всем: к родным и чужим. Для блага Поднебесной он пойдёт даже на то, что отдаст себя целиком с головы до пят» («Мэн-цзы» XIII. 26). Взгляды Ян Чжу часто сопоставляют с этикой Эпикура и гедонизмом Аристиппа. По мнению Ф. С. Быкова «Известные моменты гедонизма в учении Ян Чжу позволяют говорить об определённой общности его взглядов с построениями древнеиндийской философской школы чарвака или локаята». Некоторые ученые считают, что интерпретация Ян Чжу как крайнего гедониста является искажением подлинных взглядов древнекитайского мыслителя.
В главе «Ян Чжу» трактата «Ле-цзы» есть следующий эпизод: «Цинь-цзы спросил Ян Чжу: „Если бы вы могли спасти Поднебесную, выдернув один-единственный волосок из своего тела, вы бы сделали это?“ Ян Чжу ответил: „Поднебесную нельзя спасти одним волоском“. Цинь-цзы сказал: „Но если бы это было возможно, отдали бы вы его?“ Ян Чжу ничего не ответил. Тогда Цинь-цзы вышел и рассказал об этом Мэн-Сунь Яну. Тот сказал: „Ты не понимаешь замыслов Учителя. Я объясню тебе. Если бы, оторвав кусок своей кожи, ты бы получил десять тысяч золотых, сделал бы ты это?“ Цинь-цзы сказал: „Да“. Мэн-Сунь Ян продолжал: „Если тебе отрезали одну из конечностей и ты бы получил за это целое государство, согласился бы ты?“ Цинь-цзы молчал какое-то время. Тогда Мэн-Сунь Ян сказал: „Волос не имеет значения в сравнении с кожей. Кусок кожи не имеет значения в сравнении с конечностью. Но множество волос, собранных вместе, так же важны, как и кусок кожи. Множество кусков кожи, собранных вместе, так же важны, как и конечности. Один волос — одна из десяти тысяч частей тела. Как же можно пренебречь им?“.»
В той же главе «Ле-цзы» Ян Чжу говорит: «Древние не отдали бы волоса, если бы, нанеся ему вред, они смогли принести выгоду Поднебесной. Если бы им предложили взять в руки управление Поднебесной, они бы не взяли его. Если каждый откажется выдернуть даже один волосок и каждый откажется взять Поднебесную как награду, в Поднебесной будет идеальный порядок» [Фэн Ю-лань, «Краткая история китайской философии», с. 85].